# Indonésia nos Jogos Olímpicos de Verão de 2012
A Indonésia competiu nos Jogos Olímpicos de Verão de 2012, que aconteceram na cidade de Londres, no Reino Unido, de 27 de julho até 12 de agosto de 2012.

## Medalhas
| Atleta            | Esporte        | Evento              | Medalha |
| ----------------- | -------------- | ------------------- | ------- |
| Triyatno Triyatno | Halterofilismo | Até 69 kg masculino | Prata   |
| Eko Yuli Irawan   | Halterofilismo | Até 62 kg masculino | Bronze  |

## Desempenho

### Atletismo
Masculino
| Atleta          | Evento | Preliminar | Preliminar | Quartos-de-final | Quartos-de-final | Meias-finais | Meias-finais | Final       | Final       |
| Atleta          | Evento | Marca      | Posição    | Marca            | Posição          | Marca        | Posição      | Marca       | Posição     |
| --------------- | ------ | ---------- | ---------- | ---------------- | ---------------- | ------------ | ------------ | ----------- | ----------- |
| Fernando Lumain | 100 m  | 10s80 Q    | 2º/bat. 2  | 10s90            | 8º/bat. 2        | Não avançou  | Não avançou  | Não avançou | Não avançou |

### Badminton
Masculino
| Atleta                      | Prova   | Ronda dos 64           | Ronda dos 32           | Ronda dos 16           | Quartos-finais         | Semifinais             | Final                  | Final |
| Atleta                      | Prova   | Adversário e resultado | Adversário e resultado | Adversário e resultado | Adversário e resultado | Adversário e resultado | Adversário e resultado | Pos.  |
| --------------------------- | ------- | ---------------------- | ---------------------- | ---------------------- | ---------------------- | ---------------------- | ---------------------- | ----- |
| Simon Santoso               | Simples |                        |                        |                        |                        |                        |                        |       |
| Taufik Hidayat              | Simples |                        |                        |                        |                        |                        |                        |       |
| Muhammad Ahsan Bona Septano | Duplas  |                        |                        |                        |                        |                        |                        |       |

Feminino
| Atleta                        | Prova   | Ronda dos 64           | Ronda dos 32           | Ronda dos 16           | Quartos-finais         | Semifinais             | Final                  | Final |
| Atleta                        | Prova   | Adversário e resultado | Adversário e resultado | Adversário e resultado | Adversário e resultado | Adversário e resultado | Adversário e resultado | Pos.  |
| ----------------------------- | ------- | ---------------------- | ---------------------- | ---------------------- | ---------------------- | ---------------------- | ---------------------- | ----- |
| Adrianti Firdasari            | Simples |                        |                        |                        |                        |                        |                        |       |
| Greysa Polii Meiliana Jauhari | Duplas  |                        |                        |                        |                        |                        |                        |       |

Misto
| Atleta                       | Prova  | Ronda dos 64           | Ronda dos 32           | Ronda dos 16           | Quartos-finais         | Semifinais             | Final                  | Final |
| Atleta                       | Prova  | Adversário e resultado | Adversário e resultado | Adversário e resultado | Adversário e resultado | Adversário e resultado | Adversário e resultado | Pos.  |
| ---------------------------- | ------ | ---------------------- | ---------------------- | ---------------------- | ---------------------- | ---------------------- | ---------------------- | ----- |
| Tantowi Ahmad Lilyana Natsir | Duplas |                        |                        |                        |                        |                        |                        |       |

### Halterofilismo
Masculino
| Atleta          | Evento | Arranque (kg) | Arremesso (kg) | Total (kg) | Posição           |
| --------------- | ------ | ------------- | -------------- | ---------- | ----------------- |
| Jadi Setiadi    | -56kg  | 127,0         | 150,0          | 277,0      | 5º                |
| Muhammad Hasbi  | -62kg  | 138,0         | 163,0          | 301,0      | 7º                |
| Eko Yuli Irawan | -62kg  | 145,0         | 172,0          | 317,0      | Medalha de bronze |
| Deni Deni       | -69kg  | 140,0         | 171,0          | 311,0      | 12º               |
| Tryatno Tryatno | -69kg  | 145,0         | 188,0          | 333,0      | Medalha de prata  |

Feminino
| Atleta          | Evento | Arranque (kg) | Arremesso (kg) | Total (kg) | Posição |
| --------------- | ------ | ------------- | -------------- | ---------- | ------- |
| Citra Febrianti | -53kg  | 91,0          | 115,0          | 206,0      | 4º      |

### Tiro com arco
| Atleta                 | Prova               | Rodada de classificação | Rodada de classificação | Ronda dos 64                          | Ronda dos 32                       | Ronda dos 16                                 | Quartos-finais         | Semifinais             | Final                  | Final       |
| Atleta                 | Prova               | Placar                  | Pos.                    | Adversário e resultado                | Adversário e resultado             | Adversário e resultado                       | Adversário e resultado | Adversário e resultado | Adversário e resultado | Pos.        |
| ---------------------- | ------------------- | ----------------------- | ----------------------- | ------------------------------------- | ---------------------------------- | -------------------------------------------- | ---------------------- | ---------------------- | ---------------------- | ----------- |
| Ika Yuliana Rochmawati | Individual feminino | 668                     | 23º                     | CHN Y. Fang V 1-1, 1-1, 0-2, 2-0, 2-0 | GBR A. Oliver V 2-0, 2-0, 1-1, 2-0 | RUS K. Perova D 2-0, 1-1, 2-0, 0-2, 02-, 0-1 | Não avançou            | Não avançou            | Não avançou            | Não avançou |